# Elly Naschold
Gisela „Elly“ Naschold, auch Gisela „Elli“ Naschold (* 31. Juli 1927 in Wien; † 21. September 1985 ebenda) war eine österreichische Schauspielerin, Kabarettistin und Sängerin.

## Leben und Wirken
Elly Naschold wurde in den ersten Jahren nach Ende des Zweiten Weltkriegs von Fritz Eckhardt auf die Bühne geholt und schloss sich für einige Jahre der Kleinkunstbühne Simpl an. Es folgten Theaterengagements in Baden bei Wien und Bregenz. Ab den 1950er Jahren sah man Elly Naschold in unregelmäßigen Abständen mit kleinen Rollen auch in Filmproduktionen. In der Folgezeit teilte Elly Naschold ihre künstlerische Arbeit zwischen Kabarett, klassischem Wiener Sprechtheater (Löwinger-Bühne) und Auftritten in Fernsehproduktionen auf.
Zur Faschingszeit 1969 erregte Naschold einiges Aufsehen, als sie gemeinsam mit dem legendären Kabarettisten und Schauspieler Karl Farkas, beide verkleidet als griechischer Reeder Aristoteles Onassis und dessen Frau Jacqueline, im Sonderzug nach Graz reisten, nach vorheriger Ankündigung durch eine Lokalzeitung dort am Bahnhof von einer Menschenmenge empfangen und im Rathaus von Bürgermeister und Stadtsenat begrüßt wurden.
Gisela Naschold verstarb im Wiener Wilhelminenspital und wurde am 2. Oktober 1985 auf dem Hernalser Friedhof (Gruppe 21, Nr. 51) zur letzten Ruhe bestattet.

## Filmografie
- 1954: An der schönen blauen Donau
- 1955: Drei Männer im Schnee
- 1957: Lachendes Wien
- 1960: Der brave Soldat Schwejk
- 1961: Auf den Straßen einer Stadt
- 1964: Nicht verzagen – Stangl fragen (TV-Serie, eine Folge)
- 1966: Luftkreuz Südost – Diamanten für Amsterdam
- 1967: Das Veilchen
- 1969: Heiter bis wolkig
- 1971: Wenn der Vater mit dem Sohne
- 1979: Menschenfrauen
- 1982: Die liebe Familie (TV-Serie, eine Folge)